# Didemnum megasterix
Didemnum megasterix är en sjöpungsart som beskrevs av Kott 1995. Didemnum megasterix ingår i släktet Didemnum och familjen Didemnidae. Inga underarter finns listade i Catalogue of Life.